# Mesua thwaitesii
Mesua thwaitesii är en tvåhjärtbladig växtart som beskrevs av Jules Émile Planchon och Triana. Mesua thwaitesii ingår i släktet Mesua och familjen Calophyllaceae. Inga underarter finns listade i Catalogue of Life.